# Wilhelm Crinius
Wilhelm Crinius (Hohenhausen, 1 de dezembro de 1920 — Stuhr, 26 de abril de 1997) foi um ás da aviação alemão que serviu na Luftwaffe durante a Segunda Guerra Mundial. Crinius é creditado com 114 vitórias aéreas conquistadas em aproximadamente 400 missões de combate. Ele registrou 100 vitórias sobre a Frente Oriental. De suas 14 vitórias conquistadas na Frente Ocidental, uma foi um bombardeiro quadrimotor. Em 23 de setembro de 1942, Crinius tornou-se o único piloto de caça alemão a receber a Cruz de Cavaleiro da Cruz de Ferro e a Cruz de Cavaleiro da Cruz de Ferro com Folhas de Carvalho simultaneamente.

## Sumário da carreira

### Condecorações
- Cruz de Ferro (1939)
  - 2ª classe (19 de junho de 1941)[2][Nota 1]
  - 1ª classe (20 de julho de 1941)[2][Nota 2]
- Distintivo de Voo do Fronte da Luftwaffe para Pilotos de Caça
  - em Bronze (30 de março de 1942)[4]
  - em Prata (29 de abril de 1942)[4]
  - em Ouro (18 de agosto de 1942)[4]
- Troféu de Honra da Luftwaffe (13 de setembro de 1942) como Unteroffizier e piloto[5][Nota 3]
- Cruz de Cavaleiro da Cruz de Ferro (23 de setembro de 1942) como Feldwebel e piloto no 3./JG 53[7][8]
  - 127ª Folhas de Carvalho (23 de setembro de 1942) como Feldwebel e piloto no 3./JG 53[7][9]